# 森富士夫
森 富士夫（もり ふじお、1946年11月14日 - ）は、日本の俳優。東京都出身。宝井プロジェクトに所属していた。

## 出演

### テレビドラマ
- スキッと一心太助（NHK）- 商人
- 月曜ドラマスペシャル
  - 「演歌・唱太郎の人情事件日誌1」（1996年） - 市川先生 役
- 映画みたいな恋したい（ジェイミック）- 修理工場のおやじ
- 青い鳥（1997年） - 秋本照之 役
- 花村大介（フジテレビ）- 裁判長
- ラブコンプレックス（フジテレビ）- 関西支社社長
- 傷だらけのラブソング（MMJ、フジテレビ）- 重役
- 仮面ライダーシリーズ
  - 仮面ライダーBLACK（1988年）（MBS）
  - 仮面ライダークウガ（テレビ朝日） - 海老沢刑事 役
- 特警ウインスペクター（テレビ朝日）-タイガー自動車重役
- スーパー戦隊シリーズ（テレビ朝日）
  - 鳥人戦隊ジェットマン - 医師
  - 恐竜戦隊ジュウレンジャー - 知識人
  - 忍者戦隊カクレンジャー - チョビヒゲ、アミキリの声
- 電光超人グリッドマン（1993年、TBS）
  - 第33話 - 武史の父 役
  - 第36話 - 医師
- 宗像教授伝奇考（TBS）- 中根義夫 役
  - 第2作
  - 第3作
- ウォーターボーイズ（フジテレビ）- 仲人
- 総務課長戦場を行く! （1994年、フジテレビ）
- 温泉名物女将!湯の町事件簿1（2001年） - 重田郁夫 役
- 古畑任三郎SP（フジテレビ）- 外務大臣
- 板橋マダムス（共同テレビ）- 譲治ルーズベルト 役
- サラリーマン金太郎（木下プロ）- 松本
- BLACK OUT（共同テレビ）- 大学教授
- はぐれ刑事純情派（東映テレビプロ） - 衛藤慎吾 役
- 喪服のランデヴー（ケイファクトリー） - 福山喜一 役
- クニミツの政 第2話
- モンスターペアレント（2008年）- 鈴木校長
- 曲がり角の彼女
- 恋におちたら
- GO!GO!HEAVEN!
- オレンジデイズ
- バツ彼
- ラストプレゼント 娘と生きる最後の夏
- 最後の弁護人
- 顔（2003年）- 河合代議士
- 美女か野獣（2003年）- 野村代議士
- 八つ墓村（2004年）- 野村達雄
- ホットマン
- 拝啓、父上様（フジテレビ）- 南さん
- 世にも奇妙な物語
  - 「最期の瞬間」（2000年）
  - 「仇討ちショー」（2001年）- 鬼塚剛の父
  - 「透き通った一日」（2008年）- 校長
- 李欧（2001年、WOWOW） - 工場従業員
- 結婚のカタチ
- 慶次郎縁側日記2
- けものみち
- 新・風のロンド
- はいすくーる落書
- 結婚できない男 第5話「家に人を入れないで悪いか!!」（2006年8月1日） - 達川
- ストレートニュース - 代議士
- 砂の上の恋人たち
- 刑事貴族 第16話
- お金がない! 第5話
- 世界の中心で、愛をさけぶ 第3話
- 禁じられた遊び
- 禁断の果実
- 相棒
  - season2 第4話「消える銃弾」（2003年11月5日）- 青山 役
  - （2009年）- 鷲永学人 役
  - （2013年）- 牟田勉 役
- 美少女戦士セーラームーン（2003年）- 成田政信
- ドウニチラヴ
- おヒマなら来てよネ! 第6話
- 松本清張サスペンス 黒い画集・証言（1992年、TBS）
- 夏色のアルバム
- 火曜サスペンス劇場
  - 警視庁鑑識班10「毒殺された医師の診察メモに三つの指紋」（2000年10月17日）- 捜査本部長
- 火曜ドラマゴールド
  - 監察医・室生亜季子37「最後の解剖」（2007年3月27日） - 藤山医師 役
- 金曜プレステージ （フジテレビ）
  - 赤い霊柩車23（2008年10月10日）
  - 特別企画 刑事・鳴沢了2〜偽りの聖母〜（2011年5月20日）
  - 鬼刑事 米田耕作（2012年2月3日） - 警察幹部 役
  - 深川東署・特命人情捜査班 朝田真平（2014年7月18日）
- 日本の仰天三面記事（再現VTR）
- 監査法人（2008年、NHK）
- 土曜ワイド劇場
  - 救急救命士・牧田さおり4「緊急出動！毒劇物災害の現場になぜ刺殺体？意識不明の患者と少年に謎の接点」（2005年11月12日） - 楠木洋介 役
  - 事件13「熟年離婚殺人事件 夫が愛人を殺した？妻が書いた離婚届が真相を暴く!」（2008年8月30日） - 室井真一裁判長 役
  - 法律事務所3「芦ノ湖畔高級別荘地連続殺人!」（2009年4月4日） - 小林進裁判長 役
  - 警視庁・捜査一課長 第1作「主婦たちの4億円強奪トリック 血液型を自在に変える少女!?」（2012年7月14日）
- となりの芝生 （2009年、TBS）- クラブの客
- ザ・クイズショウ（2009年）- 新渡戸雄三 役
- 泣かないと決めた日（2010年1月、フジテレビ）
- SPEC〜警視庁公安部公安第五課 未詳事件特別対策係事件簿〜（2010年）- 林実（校長） 役
- 告発〜国選弁護人（2011年、テレビ朝日）- 裁判長
- 遺留捜査 最終話（2011年6月、テレビ朝日）
- ドン★キホーテ 第8話（2011年9月、日本テレビ）- 校長
- ラストマネー -愛の値段- 第2話（2011年9月、NHK）- 病院長
- 俺の空 刑事編 第2話（2011年、テレビ朝日）- 警視庁幹部
- リーガル・ハイ（2012年）- 島津社長 役
- ストロベリーナイト（2013年）- 杉村社長 役
- 水曜ミステリー9 刑事吉永誠一 涙の事件簿12（2013年）
- 刑事のまなざし（2013年） - 神谷茂 役
- ガラスの仮面2（1998年、テレビ朝日）

### 映画
- 蕾のルチア（1992年、にっかつ）
- 四月物語（1998年、ロックウェルアイズ）
- 秘密（1999年、東宝）
- GTO（1999年、東映）
- ナニワ金融道 THE MOVIE（2004年）
- 真夜中の弥次さん喜多さん（2005年、アスミック・エース）
- OUT（2002年、20世紀フォックス）
- 宣戦布告（2002年、東映）

### Vシネマ
- ながれもの（2000年、東映ビデオ）
- 白竜4 赤絨毯の死闘（2007年） - 衆議院議員 民事党 海野波彦
- 極道の紋章 第九章（2009年） - 啓心会舎弟頭 明石組組長 明石雅光

### 舞台
- 羅生門
- サーカス物語〜ゆれる銀時計〜
- 椿姫